# Goree (Texas)
Goree é uma cidade localizada no estado norte-americano de Texas, no Condado de Knox.

## Demografia
Segundo o censo norte-americano de 2000, a sua população era de 321 habitantes.
Em 2006, foi estimada uma população de 282, um decréscimo de 39 (-12.1%).

## Geografia
De acordo com o United States Census Bureau tem uma área de
3,8 km², dos quais 3,8 km² cobertos por terra e 0,0 km² cobertos por água.

## Localidades na vizinhança
O diagrama seguinte representa as localidades num raio de 28 km ao redor de Goree.